# 湘南厚木病院
湘南厚木病院（しょうなんあつぎびょういん）は、神奈川県厚木市に所在する病院。

## 診療科
(この節の出典: )
- 内科
- 呼吸器内科
- 循環器内科
- 消化器内科
- 腎臓内科
- 神経内科
- 外科
- 呼吸器外科
- 心臓血管外科
- 消化器外科
- 乳腺外科
- 肛門外科
- 整形外科
- 脳神経外科
- 形成外科
- 腫瘍外科
- 肝臓･胆のう･膵臓外科
- 小児科
- 皮膚科
- 泌尿器科
- 婦人科
- 眼科
- 耳鼻咽喉科
- リハビリテーション科
- 放射線科
- 病理診断科
- 救急科
- 麻酔科

## 部門
- 看護部
- 患者サポートセンター
- 臨床試験センター
- 薬剤部
- 検査科
- 臨床工学部
- リハビリテーション科
- 栄養室
- 放射線部
- 核医学（RI・PET)センター
- 内視鏡センター
- 透析センター
- 回復期リハビリテーション病棟
- 障害者病棟
- 健康増進センター

## アクセス
- 小田急電鉄小田原線本厚木駅より「赤羽根入口」バス停下車、徒歩1分。
  - 本厚木駅よりシャトルバスを運行[5]。

## 関連施設
- 湘南鎌倉総合病院
- 湘南鎌倉クリニック
- 湘南鎌倉人工関節センター
- 葉山ハートセンター
- 葉山デイケアクリニック